# زندانی اسپانیایی
زندانی اسپانیایی (به انگلیسی: The Spanish Prisoner) فیلمی محصول سال ۱۹۹۷ و به کارگردانی دیوید ممت است. در این فیلم بازیگرانی همچون بن گازارا، استیو مارتین، فلیسیتی هافمن، ریکی جی، ربکا پیدگئون، کمپبل اسکات، اد اونیل و کلارک گرگ ایفای نقش کرده‌اند.